# Турбидиметрия
Турбидиметрия (от лат. turbidus — мутный) — количественный анализ состава и свойств веществ, основанный на измерении количества света, поглощённого суспензией.

## Физические основы метода
Принцип метода основан на измерении интенсивности света определённой длины волны, прошедшего через кювету содержащую коллоидный раствор, чаще всего через суспензию, образованную частицами определяемого вещества.
Метод похож на метод нефелометрии, однако в отличие от него аналитическим сигналом служит интенсивность не рассеянного света, а прошедшего, что роднит турбидиметрию со спектофотометрией.

## Разновидности метода
Турбидиметрическое титрование — определение концентрации вещества в растворе по максимуму помутнения на кривой титрования раствора каким-либо коагулянтом.

## Приборы
Для турбидиметрических измерений можно использовать любой фотометр или спектрофотометр.

## Применение
- В химии для определения количества веществ, образовавших суспензию (например, коллоидной серы)
- В биологии для подсчёта количества клеток в растворе
- В биохимии для изучения агрегации белков

## Недостатки и преимущества метода
Из-за малой точности турбидиметрия используется только для определения компонентов, для которых нет удовлетворительных фотометрических и других методов анализа.